# Dekouané

Dekouané (arabe : الدكوانة) ) est une banlieue au nord de Beyrouth dans le District du Metn du Gouvernorat du Mont-Liban, au Liban. La population est majoritairement Chrétiens Maronites (en).

## Archéologie
Dekouané I se trouve à environ 700 mètres au nord-ouest du monastère de Mar Roucos, dans les ravines des pentes en pin (maintenant déboisées) sur le côté ouest d'une crête. Des matériaux ont été trouvés par Raoul Desribes (en), qui a mentionné des abris de pierre dans la région qui ont été détruits par l'extraction de chaux vive.
D'autres collections ont été trouvées par Auguste Bergy (en) et Peter Wescombe (en). Il a été déterminé que certains des outils en silex récupérés étaient Acheuléen, ainsi qu'une grande quantité de déchets et de bifaces provenant du Paléolithique moyen, ce qui donnait à penser qu'il s'agissait d'un site d'usine à cette époque.
Les matériaux Dekouané II provient de divers endroits dans la région, notamment le ravin situé sous le monastère. Des outils de silex ont également été trouvés ici par Bergy et Describes, incluant les formes Gros Néolithique de la Culture Qaraoun telles que haches massives, pioches, racloirs et rabots. D'autres outils du début du néolithique ont été découverts avec du matériel du Paléolithique moyen, notamment une pointe Emireh et des tortoises cores (anglais).
En plus du matériel de Dekouané I, les découvertes des lieux sont conservées au Musée de Préhistoire Libanaise.

## Galerie d'image

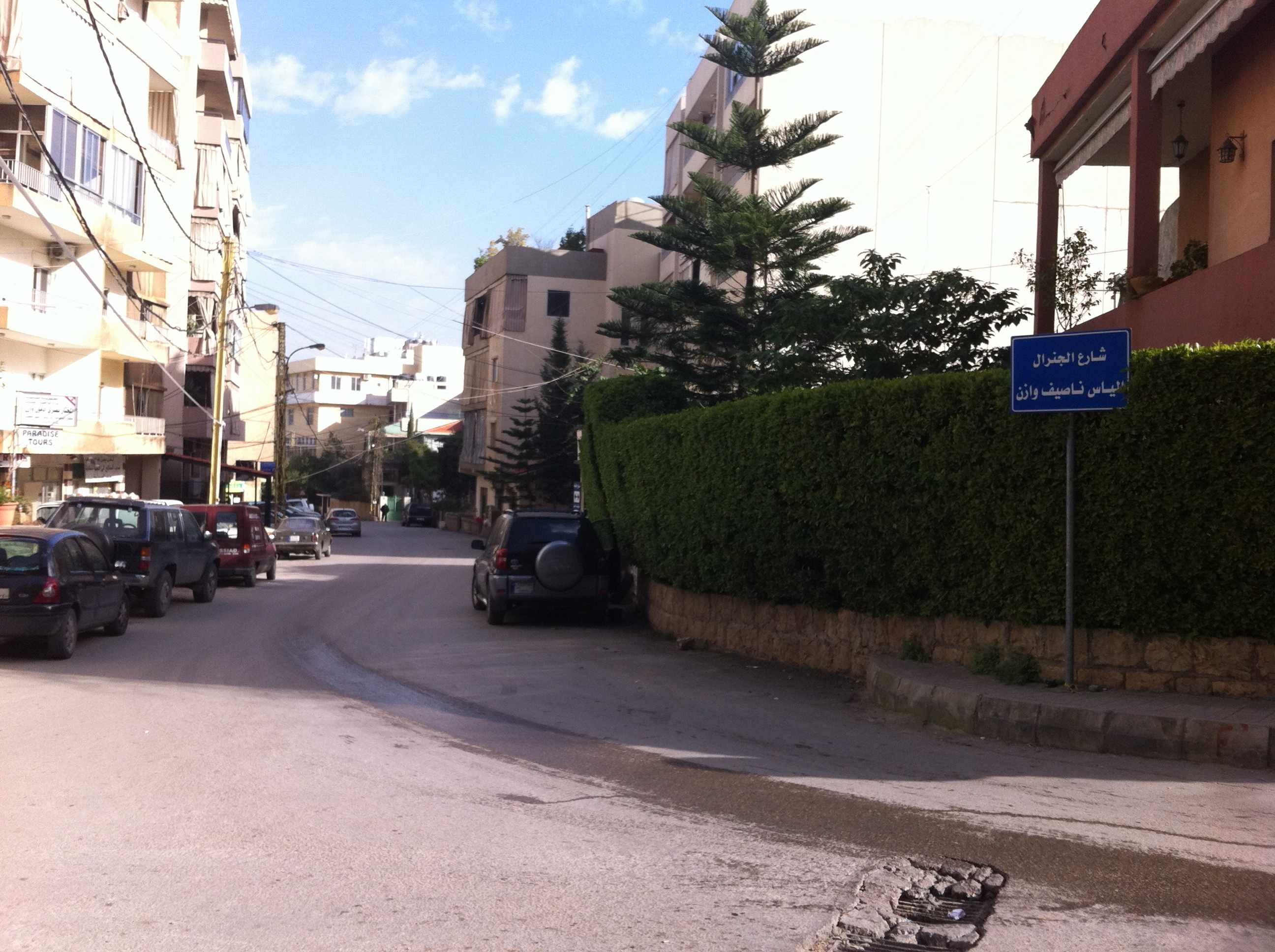
General Elias Wessin (Wazen) rue dans Dekouané, Liban.
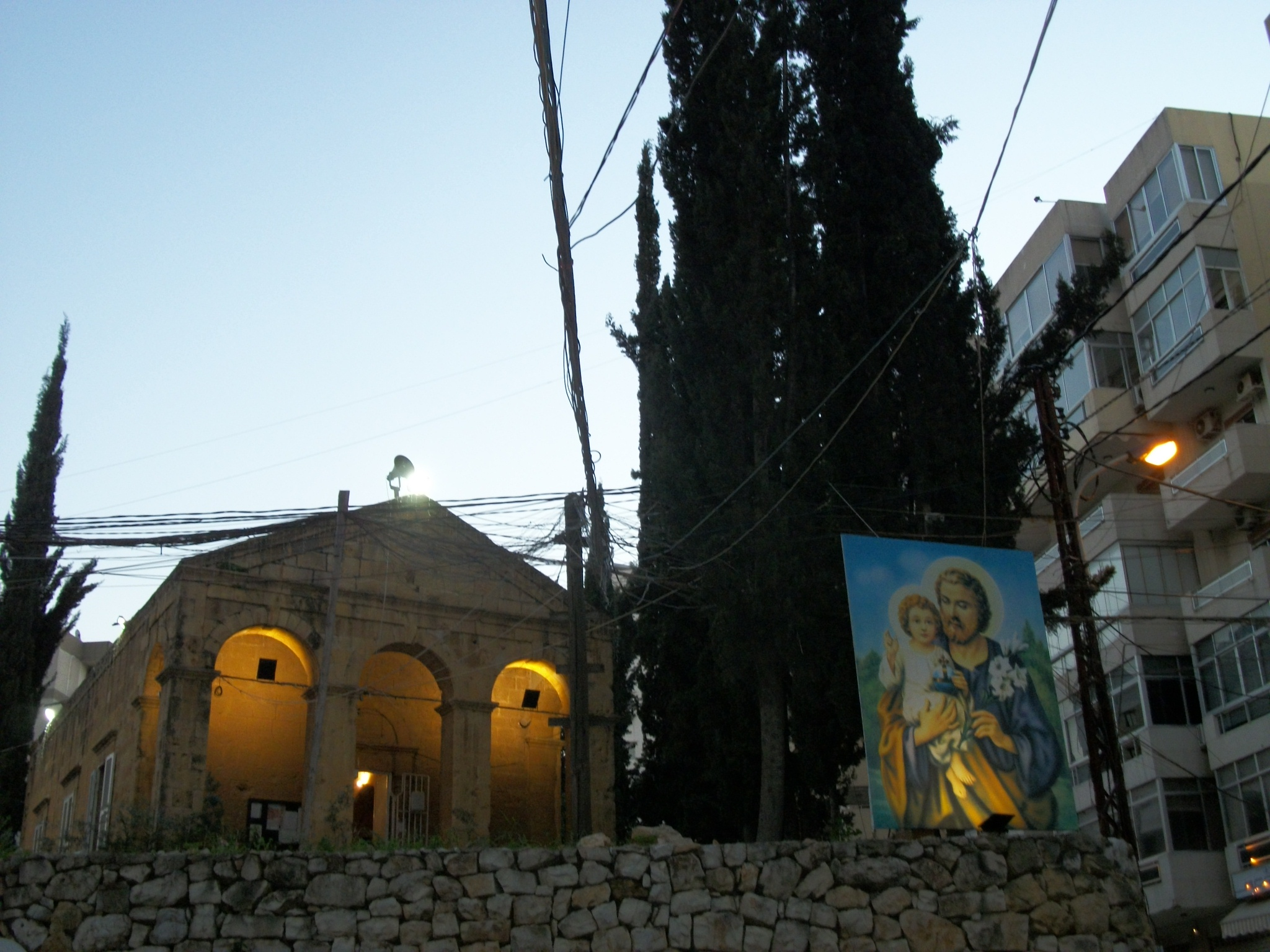
Chapelle Saint-Joseph à Dekouané
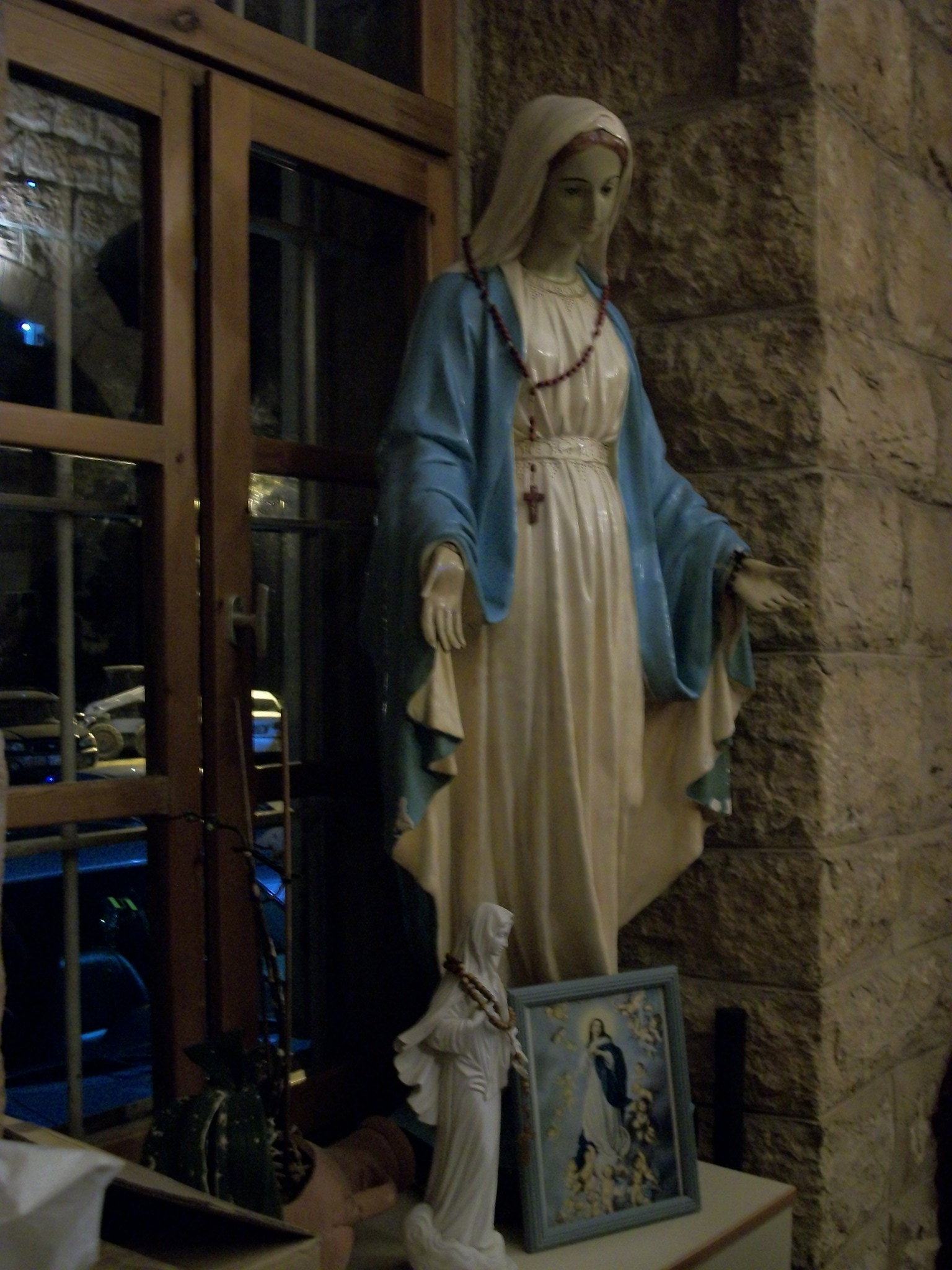
Statue de l'Immaculée-Conception dans la chapelle Saint-Joseph